# Carlos Jonás Alcaraz
Carlos Jonás «Charly» Alcaraz Durán (La Plata, Buenos Aires, Argentina, 31 de diciembre de 2002) es un futbolista argentino que se desempeña como mediocampista en el Everton F. C. de la Premier League de Inglaterra.
Su debut como futbolista profesional se produjo en 2020 con Racing Club. Allí logró participar de distintos torneos internacionales, y consagrarse campeón del Trofeo de Campeones en 2022, convirtiendo el gol que le daría el título a la Academia frente a Boca.

## Trayectoria

### Inicios
A Carlos Alcaraz lo vieron desde Racing por primera vez en 2017 en el predio Tita Mattiussi. Jugaba en contra de la Academia, para la Selección Sub-15 de La Plata en un partido en el cual se destacó su gambeta. De inmediato se lo llevaron de la ciudad de las diagonales para Avellaneda. Tenía 15 años y prometía un futuro gigante. 

### Racing Club
Arrancó en la octava de Racing y con edad de sexta, a los 16, empezó a alternar con la Reserva de Mauro Gerk en tiempos en los que el entrenador del primer equipo era Diego Cocca. Durante la etapa de Eduardo Coudet como entrenador llegó la consolidación y quien terminó aprovechando el diamante que venía puliendo el Tanque Gerk en la reserva fue Sebastián Beccacece.
Aunque Beccacece no lo llevó a la pretemporada, lo subió a entrenarse con la Primera y lo hizo debutar en el primer partido del año ante Atlético Tucumán. Jugó apenas 11 minutos en aquel reinicio de la Superliga, a los que se sumaron los apenas nueve que disputó ante Aldosivi en la Copa Superliga y en el que se convirtió en el héroe de la noche. tras convertir el 4-3 agónico para darle los tres puntos a su equipo (como curiosidad, ya le había convertido el día anterior en la reserva el gol de la victoria de Racing ante Aldosivi por 2 a 1). Volvió a marcar frente a Unión de Santa Fe, abriendo el marcador del partido luego de un excelente pase de Walter Montoya, por la Copa Diego Armando Maradona 2020.

#### 2021
Por la tercera fecha del Campeonato argentino 2021, asistiría a Ignacio Piatti para que marcara y liquidara el partido frente a Aldosivi en la victoria de Racing por 2-0. Anotaría frente a Colón de Santa Fe su primer gol de tiro libre llegando a los 3 goles con la camiseta de Racing Club. 
Ante Lanús convertiría otro golazo de tiro libre por la vigesimotercera fecha del Campeonato Argentino 2021, después en la última fecha del torneo lograría una asistencia para su compañero Javier Correa para ganarle 2 a 1 Godoy Cruz y clasificar a Racing a la Sudamericana.

#### 2022
Por la tercera fecha de la Copa de la Liga Profesional 2022, en un encuentro de la Zona A, convertiría su segundo gol de cabeza contra Argentinos Juniors curiosamente el 22/02/22 utilizando el dorsal número 22 y en medio del recuerdo de los hinchas de Racing a su leyenda (que también utilizaba el 22) Diego Milito. Por la sexta fecha, ante Atlético Tucumán, volvería a convertir de tiro libre en la goleada 4-0 imitando el festejo de otro gran referente de Racing, Lisandro López.
Contra Cuiabá anotaría el primer gol de su carrera por competiciones internacionales en un partido correspondiente a la segunda fecha de la fase de grupos de la Sudamericana 2022. El gol fue suyo, aunque en realidad haya entrado en el arco por un rebote en el arquero João Carlos, ya que el árbitro consideró que el gran tiro libre por afuera de la barrera (una marca registrada suya) del juvenil racinguista fue la causa determinante en el gol.
En los cuartos de final de la Copa de la Liga Profesional 2022 se le aparecería a Aldosivi marcándole el primer gol de la goleada 5-0, con un cabezazo formidable, tras un gran centro de Matías Rojas. También convertiría el segundo gol del partido (y su primer doblete personal en su carrera) con una volea a quemarropa tras un centro de Chancalay.
Durante el segundo semestre del 2022, Alcaraz volvería al gol frente a Central Córdoba por la jornada 10 del Torneo de La Liga 2022. Por la decimosexta fecha, convirtió su segundo gol en lo que va del semestre frente a Talleres, en un empate 1-1. 
El 9 de septiembre, en un partido frente a Estudiantes de La Plata, sería expulsado tras cometer una falta al jugador Fernando Zuqui. Mientras se retiraba del campo de juego, le hizo gestos a los hinchas del pincharrata, porque él ya había hecho público su fanatismo por Gimnasia de La Plata, eterno rival de Estudiantes.
El 30 de septiembre, le convirtió un gol a Rosario Central, para abrir el marcador en un encuentro que finalizaría 4-3 a favor de Racing Club.
El 6 de noviembre de 2022, en la final del Trofeo de Campeones, Alcaraz anotó un gol frente a Boca Juniors para dar vuelta el marcador 2-1 y consagrarse así campeón con La Academia, significando este el primer título de su carrera. 

### Southampton F. C.
El 9 de enero de 2023, se produce la venta al Southampton F. C. de la Premier League de Inglaterra a cambio de 14 millones de dólares y una plusvalía de un 15% ante una futura venta. De este modo Alcaraz se convirtió en la segunda venta más importante del club de Avellaneda, después de Lautaro Martínez al Inter de Milán.
Pese a los pocos minutos que el entrenador Rubén Selles le otorgó durante su estancia en el equipo, pudo destacar como uno de los mejores jugadores. Lamentablemente tras encadenar varias temporadas negativas, los The Saints descendieron al Championship el 13 de mayo de 2023.
En la segunda división del fútbol inglés, Alcaráz volvió a destacar en un Southampton que peleaba arriba en la lucha por regresar a la primera división hasta su traspaso en calidad de préstamo con opción de compra a la Juventus de Italia el 31 de enero de 2024.
El 26 de mayo de 2024, Southampton derrotó al Leeds United. por 1-0 en la final de los play-offs del Championship logrando el ascenso a la primera división del fútbol inglés (Premier League) después de un año, y aunque Alcaráz ya no estaba en el equipo, fue parte de este logro con su destacado aporte en la primera mitad de la temporada.

### Juventus F. C.
El 1 de febrero de 2024, Alcaráz fue oficializado como jugador de la Juventus. Solo tres días después tuvo su debut oficial ingresando desde el banco en la derrota de su equipo 1-0 frente al Inter de Milán por la Serie A.
El 16 de mayo de 2024, la Juve derrotó 1-0 a Atalanta en la final de la Copa Italia y volvió a consagrarse campeona después de 2 años sin títulos. Este significó el primer título para Alcaraz con la Vecchia Signora y el primero en su aventura europea.
Tras una poca participación en Juventus, Alcaráz fue transferido al Flamengo de Brasil.

### C. R. Flamengo
Después de que su segunda oferta oficial por Claudinho fuera rechazada por el Zenit, el Flamengo redirigió su enfoque hacia Carlos Jonás Alcaraz, quien ya había terminado su préstamo en Juventus. Durante el mes de agosto de 2024, estuvo en la mira del club brasileño durante varias semanas. En un momento durante el mercado de fichajes, las negociaciones se estancaron debido a un desacuerdo financiero entre las dos partes. Sin embargo, el 21 de agosto, las conversaciones se reavivaron y tres días después se alcanzó un acuerdo con el Southampton, recientemente ascendido a la Premier League 2024-25. La venta se tasó en 25 millones de euros. Una alternativa que se encontró para facilitar las negociaciones es la inclusión de un jugador del Flamengo en el trato: los Saints solicitaron al centrocampista Victor Hugo Gomes Silva como parte del intercambio, yéndose al Göztepe (club turco cuyos dueños son los mismos que el inglés). Dicha propuesta fue aceptada por el Fla.
El 1° de septiembre de 2024, Alcaráz tuvo su debut como jugador del Fla en la derrota de su equipo 2-1 ante el Corinthians por la fecha 25 del Brasileirao y terminó siendo expulsado poco antes del final del partido debido a un tumulto entre jugadores de ambos equipos.
En la fecha 29, Alcaráz convirtió su primer gol con la camiseta del Flamengo, en la victoria 2-0 de su equipo ante el Bahía.
El 10 de noviembre de 2024, Alcaráz se consagró campeón de la Copa de Brasil con el Flamengo tras un global de 4-1 ante Atl. Mineiro en la final, lo que significó el 3° título de su carrera.
Tras un par de partidos jugados en el Campeonato Carioca, Alcaráz fue cedido al Everton inglés en condición de préstamo. El Fla se terminó consagrando campeón de su campeonato estadual tras un global de 2-1 ante el Fluminense el 16 de marzo de 2024, lo que significó el segundo título de Alcaráz con el club brasilero debido a su aporte en algunos partidos del torneo antes de volver al fútbol inglés.

### Everton F. C.
Alcaraz comenzó su segunda aventura en el fútbol inglés el 8 de febrero de 2025, debutando con la camiseta del Everton en la derrota de su equipo 2-0 ante el Bournemouth por la cuarta ronda de la FA Cup.
Por la fecha 25 de la Premier League ante el Crystal Palace, Alcaráz fue la gran figura del partido convirtiendo su primer gol con la camiseta de los The Toffees y dando una asistencia para la victoria por 2-1.

## Selección nacional
El 5 de octubre de 2023, Alcaraz fue incluido por Lionel Scaloni en la convocatoria de la Selección de Argentina para los partidos de las eliminatorias para la Copa Mundial de 2026, ante Paraguay y Perú. Días más tarde, hizo su debut con el seleccionado sub-23 en un amistoso ante Venezuela, en preparación para el Torneo Preolímpico Sudamericano de 2024.

## Estilo de juego
Sus principales características incluyen una buena visión de juego y precisión en el pase, a menudo ingresando al área del oponente y presentándose como un elemento sorpresa en la fase ofensiva. Sin embargo, no es un jugador físicamente dominante y presenta debilidades en algunos fundamentos defensivos, con una baja tasa de entradas y recuperaciones de balón.

## Estadísticas

### Clubes
Actualizado hasta su último partido disputado el 25 de mayo de 2025.
| Club                         | Div.          | Temporada     | Liga  | Liga  | Liga   | Copas nacionales | Copas nacionales | Copas nacionales | Copas internacionales | Copas internacionales | Copas internacionales | Total | Total | Total  |
| Club                         | Div.          | Temporada     | Part. | Goles | Asist. | Part.            | Goles            | Asist.           | Part.                 | Goles                 | Asist.                | Part. | Goles | Asist. |
| ---------------------------- | ------------- | ------------- | ----- | ----- | ------ | ---------------- | ---------------- | ---------------- | --------------------- | --------------------- | --------------------- | ----- | ----- | ------ |
| Racing Club Argentina        | 1.ª           | 2019-20       | 1     | 0     | 0      | 1                | 1                | 0                | —                     | —                     | —                     | 2     | 1     | 0      |
| Racing Club Argentina        | 1.ª           | 2020-21       | —     | —     | —      | 9                | 1                | 1                | 5                     | 0                     | 0                     | 14    | 1     | 1      |
| Racing Club Argentina        | 1.ª           | 2021          | 18    | 1     | 2      | 6                | 0                | 0                | 1                     | 0                     | 0                     | 25    | 1     | 2      |
| Racing Club Argentina        | 1.ª           | 2022          | 19    | 3     | 0      | 17               | 5                | 1                | 6                     | 1                     | 1                     | 42    | 9     | 2      |
| Racing Club Argentina        | Total club    | Total club    | 38    | 4     | 2      | 33               | 7                | 2                | 12                    | 1                     | 1                     | 83    | 12    | 5      |
| Southampton F. C. Inglaterra | 1.ª           | 2022-23       | 18    | 4     | 2      | 3                | 0                | 0                | —                     | —                     | —                     | 21    | 4     | 2      |
| Southampton F. C. Inglaterra | 2.ª           | 2023-24       | 23    | 3     | 1      | 3                | 1                | 2                | —                     | —                     | —                     | 26    | 4     | 3      |
| Juventus de Turín · Italia   | 1.ª           | 2023-24       | 10    | 0     | 1      | 2                | 0                | 0                | —                     | —                     | —                     | 12    | 0     | 1      |
| Juventus de Turín · Italia   | Total club    | Total club    | 10    | 0     | 1      | 2                | 0                | 0                | 0                     | 0                     | 0                     | 12    | 0     | 1      |
| Southampton F. C. Inglaterra | 1.ª           | 2024-25       | 1     | 0     | 0      | —                | —                | —                | —                     | —                     | —                     | 1     | 0     | 0      |
| Southampton F. C. Inglaterra | Total club    | Total club    | 42    | 7     | 3      | 6                | 1                | 2                | 0                     | 0                     | 0                     | 48    | 8     | 5      |
| C. R. Flamengo · Brasil      | 1.ª           | 2024          | 14    | 2     | 1      | 3                | 0                | 1                | 1                     | 0                     | 0                     | 18    | 2     | 2      |
| C. R. Flamengo · Brasil      | 1.ª           | 2025          | —     | —     | —      | 1                | 1                | 0                | —                     | —                     | —                     | 1     | 1     | 0      |
| C. R. Flamengo · Brasil      | Total club    | Total club    | 14    | 2     | 1      | 4                | 1                | 1                | 1                     | 0                     | 0                     | 19    | 3     | 2      |
| Everton F. C. Inglaterra     | 1.ª           | 2024-25       | 16    | 2     | 3      | 1                | 0                | 0                | —                     | —                     | —                     | 17    | 2     | 3      |
| Everton F. C. Inglaterra     | 1.ª           | 2025-26       | 0     | 0     | 0      | 0                | 0                | 0                | —                     | —                     | —                     | 0     | 0     | 0      |
| Everton F. C. Inglaterra     | Total club    | Total club    | 16    | 2     | 3      | 1                | 0                | 0                | 0                     | 0                     | 0                     | 17    | 2     | 3      |
| Total carrera                | Total carrera | Total carrera | 120   | 15    | 10     | 46               | 9                | 5                | 13                    | 1                     | 1                     | 179   | 25    | 16     |
| 1. 2.                        |               |               |       |       |        |                  |                  |                  |                       |                       |                       |       |       |        |

## Palmarés

### Torneos nacionales
| Título              | Club           | País      | Año     |
| ------------------- | -------------- | --------- | ------- |
| Trofeo de Campeones | Racing Club    | Argentina | 2022    |
| Copa Italia         | Juventus F. C. | Italia    | 2023-24 |
| Copa de Brasil      | C. R. Flamengo | Brasil    | 2024    |
| Campeonato Carioca  | C. R. Flamengo | Brasil    | 2025    |

### Otros logros
- Ascenso a la Premier League con Southampton F.C. en 2024.